# Gubernia pskowska
Gubernia pskowska (ros. Псковская губерния) – jednostka administracyjna Imperium Rosyjskiego, utworzona w 1772 roku.

## Historia

### W Imperium Rosyjskim

#### Prowincja pskowska
Od 1708 roku terytorium późniejszej guberni pskowskiej wchodziło w skład guberni ingermanlandzkkiej (wkrótce przemianowanej na petersburską). Przy podziale guberni na prowincje w 1719 roku wyodrębniono prowincję pskowską, która dzieliła się na dystrykty: Chołm, Gdow, Izborsk, Kobyle Gorodiszcze, Ostrów, Opoczka, Psków, Pustorżew, Zawołocze. W 1727 roku zlikwidowano dystrykty i w ich miejsce utworzono ujezdy, a prowincja pskowska weszła w skład nowej guberni nowogrodzkiej utworzonej z pięciu prowincji: nowogrodzkiej, pskowskiej, wielkołuckiej, twerskiej i białoruskiej.

#### Gubernia i namiestnictwo
Na powołaną w 1772 roku gubernię pskowską złożyły się dwie prowincje z guberni nowogrodzkiej (pskowska i wielkołucka) oraz prowincje: dyneburska (dawne Inflanty Polskie) i połocka z ziem przyłączonych po pierwszym rozbiorze Polski. Jeszcze w tym samym roku do guberni pskowskiej przyłączono również prowincję witebską z guberni mohylewskiej. W 1776 z guberni pskowskiej wydzielono gubernię połocką, a w 1777 gubernię pskowską zlikwidowano, tworząc namiestnictwo pskowskie złożone z 10 ujezdów. 

Namiestnictwo zostało przekształcone w gubernię pskowską w 1796 r. W tym czasie gubernia dzieliła się na 6 ujezdów: pskowski, wielkołucki, opoczeski, ostrowski, porhowski i toropiecki. W 1802 roku zostały utworzono kolejne dwa ujezdy: chołmski i noworżewski.

### Okres radziecki
W kwietniu 1918 roku osiem północno-zachodnich guberni (pskowska, piotrogrodzka, nowogrodzka, ołoniecka, archangielska, wołogdzka, cherepowetska i sewierodźwińska) zostało połączonych w Związek Komun Północnego Obwodu, który w 1919 roku został zlikwidowany. Ponadto po rewolucji październikowej gubernia pskowska przeszła szereg zmian terytorialnych. W 1920 roku zachodnie ujezdy weszły w skład Estonii, a w 1922 część południowych ujezdów przeszła do guberni witebskiej. W 1927 roku gubernia pskowska została zlikwidowana a jej teren stał się częścią obwodu leningradzkiego.

## Podział administracyjny
| Herb | Nazwa (1913)       | Miasto       | Obecna nazwa      |
| ---- | ------------------ | ------------ | ----------------- |
|      | powiat chołmski    | Chołm        | Rejon chołmski    |
|      | powiat noworżewski | Noworżew     | rejon noworżewski |
|      | powiat opoczecki   | Opoczka      | rejon opoczecki   |
|      | powiat ostrowski   | Ostrow       | rejon ostrowski   |
|      | powiat porhowski   | Porhow       | rejon porhowski   |
|      | powiat pskowski    | Psków        | rejon pskowski    |
|      | powiat toropiecki  | Toropiec     | rejon toropiecki  |
|      | powiat wielkołucki | Wielkie Łuki | rejon wielkołucki |

## Mieszkańcy
Skład etniczny w 1897 roku.
| Ujezd         | Rosjanie | Estończycy | Łotysze | Żydzi | Polacy | Finowie |
| ------------- | -------- | ---------- | ------- | ----- | ------ | ------- |
| Cała gubernia | 94,7%    | 2,3%       | 1,0%    | 0,7%  | 0,4%   | 0,3%    |
| Chołmski      | 93,4%    | 2,5%       | 1,1%    | 0,6%  | 0,1%   | 1,1%    |
| Noworżewski   | 97,9%    | 0,4%       | 0,7%    | 0,4%  | 0,1%   | 0,2%    |
| Opoczecki     | 98,5%    | 0,2%       | 0,2%    | 0,5%  | 0,3%   | …       |
| Ostrowski     | 96,5%    | 0,2%       | 1,8%    | 0,5%  | 0,6%   | …       |
| Porhowski     | 97,8%    | 0,5%       | 0,3%    | 0,3%  | …      | …       |
| Pskowski      | 87,5%    | 7,8%       | 1,7%    | 0,7%  | 0,9%   | 0,3%    |
| Toropiecki    | 92,7%    | 3,0%       | 1,4%    | 1,7%  | 0,2%   | 0,8%    |
| Wielkoludzki  | 96,7%    | 0,6%       | 0,4%    | 0,9%  | 0,5%   | 0,5%    |

## Gubernator
W 1905 roku gubernatorem był hrabia Aleksander Wasilewicz Adlerberg.